# Tribune des Offices
 (juin 2024).
Si vous disposez d'ouvrages ou d'articles de référence ou si vous connaissez des sites web de qualité traitant du thème abordé ici, merci de compléter l'article en donnant les références utiles à sa vérifiabilité et en les liant à la section « Notes et références ».
La tribune des Offices est une pièce octogonale de la Galerie des Offices de Florence. Parmi les œuvres, qui y sont actuellement exposées, figure la Vénus de Médicis.

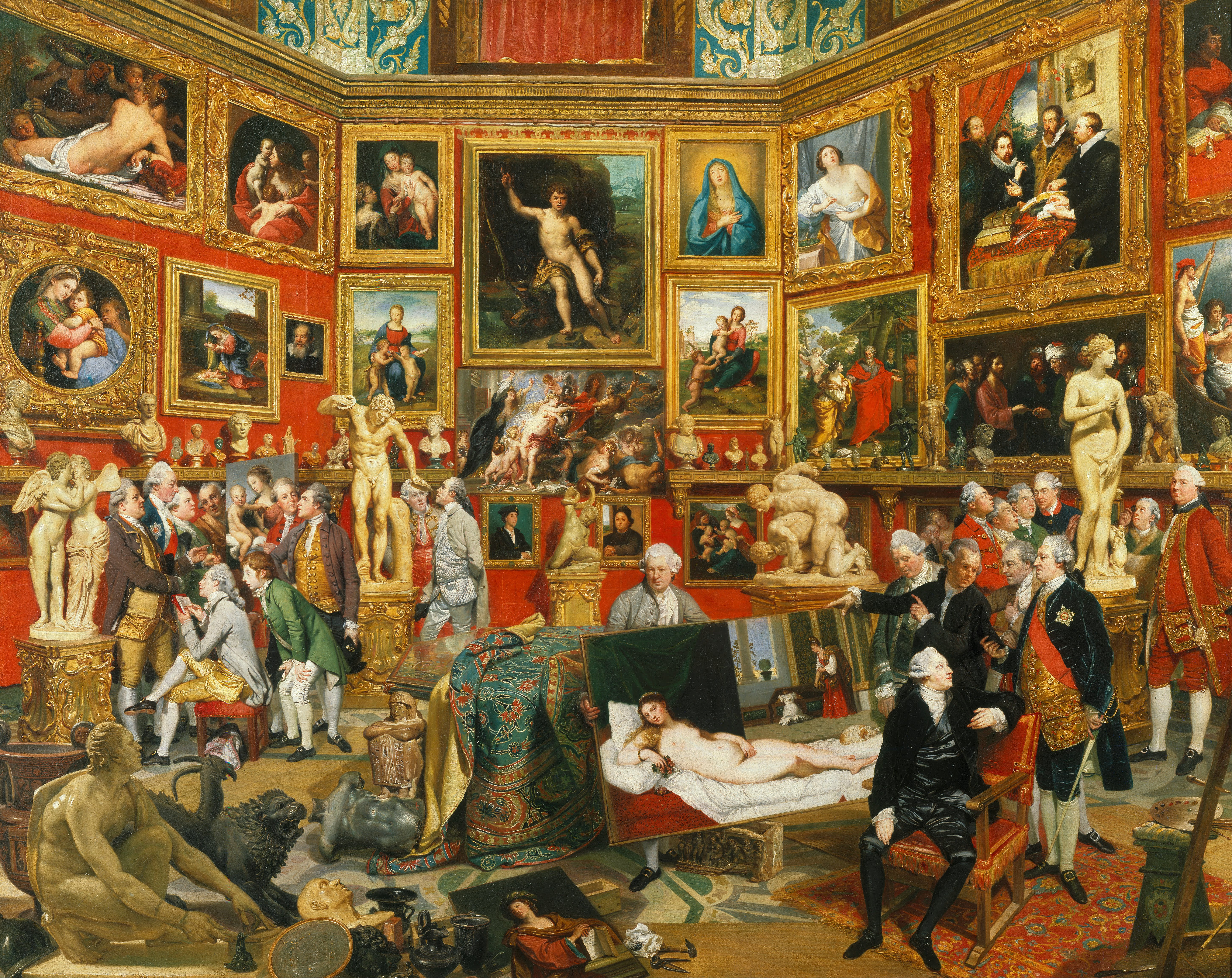
La Tribune des Offices de Johan Joseph Zoffany, 1772-1778, Royal Collection, Windsor.

## Histoire
Dessinée par Bernardo Buontalenti pour François Ier de Médicis dans les années 1580, la tribune des Offices était destinée à exposer les plus importantes sculptures antiques, les médailles et les tableaux contemporains de la Renaissance et de l'école de peinture de Bologne de la collection des Médicis.
En 1737, la grande-duchesse Anne-Marie-Louise de Médicis, céda la collection au gouvernement toscan, et les Offices devinrent le plus important point de passage du Grand Tour des Anglais visitant Florence.
Elle représente la transition entre le cabinet de curiosités personnel (studiolo de François Ier du palazzo Vecchio par exemple) et le musée moderne.

## Description
Surmontée d'une coupole décorée d’incrustations de nacre, elle est entourée de murs tendus de rouge pour recevoir les grands tableaux. Une corniche avec petits tiroirs accueille les monnaies et médailles le long des murs de l’octogone avec douze statuettes de bronzes anciens des divinités païennes. Les drapés de la base des murs sont de Jacopo Ligozzi. Un coffre à bijoux massif en ébène décoré de Bas-reliefs en bronze doré et pierres semi-précieuses de Giambologna au centre, dont les scènes représentaient les hauts faits du Grand-duc Ferdinand.

## Représentation dans les arts
La Tribune des Offices est aussi le titre d'un tableau commissionné par la reine Charlotte du Royaume-Uni à Johan Joseph Zoffany en 1772. Ce tableau en représente la face nord-est, en faisant varier néanmoins l'arrangement des œuvres et en montrant certaines qui n'y étaient pas exposées comme la Madonna della seggiola de Raphaël ou la Vénus d'Urbin du Titien. Les personnages qui admirent les œuvres sont reconnaissables parmi les connaisseurs, les diplomates et les visiteurs de Florence de l'époque du Grand Tour.